# 两盘重盘吸虫
两盘重盘吸虫（学名：Diplodiscus amphichrus）为重盘科重盘属的动物。分布于菲律宾、印度、缅甸、斯里兰卡、朝鲜以及中国大陆的福建、广东、山东、河北、吉林等地，营寄生生活，终末宿主蟾蜍、泽蛙、黑斑蛙、虎纹蛙以及寄生于肠。